# 아르투르 그뤼미오
아르투르 그뤼미오(Arthur Grumiaux, 프랑스어: [gʁy'mjo], 1921년 3월 21일 ~ 1986년 10월 16일) 남작은 벨기에 출신의 바이올리니스트이다.
뷰턴, 이자이와 함께 프랑코·벨기에 악파의 계승자로 지목받았으며, 조부에게서 기본 교육을 받고 샤를 르와 음악원, 브뤼셀 왕립음악원으로 진학하여 뒤부아 및 제오르제 에네스쿠에게 사사하였다. 1939년에는 뷰턴상을 받았으나, 처음에는 실내악 면에서 활약하고, 제2차 세계 대전이 끝난 후에 솔로이스트로 주목받는다. 맑고 깨끗한 음색과 유려한 연주스타일을 가졌다는 평가를 받는다. 모차르트의 바이올린 협주곡으로 호평을 받아 세상에 알려진 만큼 모차르트 연주자로 정평이 있고, 그 밖에도 근대 프랑스 작품에 특기가 있다. 또 루마니아의 피아니스트인 클라라 하스킬과의 2중주도 명콤비로 유명하다.

## 생애 초기
벨기에의 빌러스-페르윈에서 중산층 계급의 부모님 밑에서 1921년에 태어났다. 아직 3살밖에 되지 않았을 때, 할아버지가 원하는 대로 음악을 배우기 시작했다. 6살에는 샤를루아에 있는 음악학교에 입학했다. 일반적으로는 11살에 입학하는 학교를 5년 일찍 입학한 것이었다. 그뤼미오는 거기서 11살이 되던 해 까지 바이올린과 피아노를 배우고, 브뤼셀에 있는 브뤼셀 왕립음악원에 입학해 바이올린을 배우기 시작했다. 거기서 알프레드 뒤부아과 장 압실에게 음악을 배웠다.
1936년에는 파리로 유학하여 예후디 메뉴인의 스승이기도 한 조르주 에네스쿠, 앙리 비외탕의 제자인 외젠 이자이에게 바이올린을 배웠다. 이로써 프랑코-벨기에 악파의 주류 갈래에 합류하게 되었다.

## 경력
1935년에 14살의 나이로 브뤼셀에서 데뷔를 했다고 알려져있다. 1939년에는 뷰턴상을 받았다. 1940년대에는 브뤼셀 필하모닉과 멘델스존의 바이올린 협주곡을 연주했다. 그러나 독일이 벨기에를 침공했기 때문에 그 다음의 연주는 1945년에 연합국의 음악가들과 함께 런던에서 선보였다. 처음에는 실내악 면에서만 활약했고, 제2차 세계 대전이 끝난 후에 솔로이스트로 주목받는다.
1949년에 브뤼셀 왕립음악원의 바이올린 교수가 되었으며, 1951년에는 미국에 데뷔하여 이듬해 미국에서 연주 여행을 하였다.
1973년에는 보두앵 국왕으로부터 남작 작위를 하사받았다.
1986년에 브뤼셀에서 뇌졸중으로 사망했다.